# Brita Steinwendtner
Brita Steinwendtner (* 1942 in Wels) ist eine österreichische Schriftstellerin. Sie lebt als Autorin, Regisseurin und Feuilletonistin in Salzburg.

## Leben
Brita Steinwendtner wuchs in Hinterstoder und Steyr auf. Sie studierte Geschichte, Germanistik und Philosophie in Wien und Paris und ist promovierte Historikerin. Von 1972 bis 2000 war sie freie Mitarbeiterin des ORF sowie verschiedener ausländischer Rundfunkanstalten. Sie gestaltete zahlreiche Literatur-Hörfeatures und TV-Porträts. Sie war von 1990 bis 2012 Intendantin der Rauriser Literaturtage. Lehraufträge an den Universitäten von Salzburg, Klagenfurt und der Washington University in St. Louis/Missouri.
Sie veröffentlicht Romane, Essays, Gedichte, Erzählungen.
Als Bestand „Rundfunkarbeiten Brita Steinwendtners“ werden die Manuskripte und Materialien zu den Medienarbeiten der Autorin im Literaturarchiv Salzburg der Universität Salzburg aufbewahrt.

## Preise und Auszeichnungen
- Preis der LiteraVision/München, für die beste deutsche Literaturverfilmung 1992, für den Film über Ilse Aichinger: Schreiben ist sterben lernen
- Preis der Österreichischen Volksbildung, Wien, 1992, ebenso für den Film über Ilse Aichinger
- Nominierung zur Endauswahl der besten Beiträge für den Preis der LiteraVision/München für die Filme über Julian Schutting, Karl Heinrich Waggerl und Theodor Kramer
- Preis des Kulturfonds der Stadt Salzburg für das bisherige Lebenswerk 2005
- Buchpreis der Salzburger Wirtschaft für herausragende literarische Leistungen im Schreiben und in der Literaturvermittlung 2007
- Ehrenring in Gold der Paris-Lodron-Universität Salzburg 2010
- Österreichisches Ehrenkreuz für Wissenschaft und Kunst 2012

## Werke

### Romane, Erzählungen
- Hiobs Klage heute. Die biblische Gestalt in der Literatur des 20. Jahrhunderts. Erzählungen. Tyrolia Verlag 1990, ISBN 978-3-7022-1742-6
- Rote Lackn. Roman. Haymon Verlag 1999,  ISBN 978-3-7099-7185-7; Taschenbuchausgabe: Suhrkamp Verlag 2002, ISBN 3-518-39816-4
- Die Steine des Pfirsichs. Marlen Haushofer zugedacht. Edition Thanhäuser 2003, ISBN 978-3-900986-52-0
- Im Bernstein. Roman, Haymon Verlag 2005, ISBN 978-3-85218-467-8
- Jeder Ort hat seinen Traum. Dichterlandschaften. Erzählungen, Haymon Verlag, 2007, ISBN 978-3-85218-540-8
- Du Engel – du Teufel. Emmy Haesele und Alfred Kubin – eine Liebesgeschichte. Haymon Verlag 2009, ISBN 978-3-85218-586-6
- An diesem einen Punkt der Welt. Roman, Haymon Verlag 2013, ISBN 978-3-7099-7135-2
- Der Welt entlang. Vom Zauber der Dichterlandschaften. Erzählungen, Haymon Verlag 2016, ISBN 978-3-7099-7262-5
- Gesicht im blinden Spiegel. Roman, Otto Müller Verlag 2020, ISBN 978-3-7013-1279-5
- An den Gestaden des Wortes: Dichterlandschaften, Otto Müller Verlag, Salzburg 2022, ISBN 978-3-7013-1298-6

### Lyrik
- Mittagsvorsatz – Noon Resolution. Gedichte – Poems. Ins Englische übertragen von Herbert Kuhner, mit einem Nachwort von Karl-Markus Gauß und Federzeichnungen von Christian Thanhäuser, Haymon Verlag 2011, ISBN 978-3-85218-672-6

### Essays (Auswahl)
- Reinhard Goerings Beziehungen zu Stefan George. In: Jahrbuch der Deutschen Schillergesellschaft, XVI/1972, Stuttgart
- Da die Welt aus Entfernungen entsteht. Essay zur Situation der zeitgenössischen Literatur. In: Residenz-Verlags-Almanach "Was Kritiker gerne le/äsen", Salzburg 1984.
- Die Hand der Häscher. In: "Leid, Schuld, Versöhnung". Styria Verlag, Graz 1991.
- Der amerikanische Hiob. Archibald MacLeishs Drama "Spiel um Job". In: Wort und Musik, Salzburger Akademische Beiträge, Nr. 15, "Vom Himmel durch die Welt zur Hölle", Salzburg/Anif 1992.
- mein herz ist das kleid eines nie erratenen gedankens. Zu H.C. Artmann. In: Dossier 3, hg. von G. Fuchs und R. Wischenbart, Literaturverlag Droschl, Graz 1992.
- a) Ein paar Fragen in Briefen. b) Sammle den Untergang. Zu Ilse Aichingers Kurzprosaband „Schlechte Wörter“. Dossier 5, hg. von Kurt Bartsch und Gerhard Melzer, Literaturverlag Droschl, Graz 1993.
- Sammle den Untergang. Zum Kurzprosaband „Schlechte Wörter“. Zu Ilse Aichinger. In: Dossier 5, hg. von Kurt Bartsch und Gerhard Melzer, Literaturverlag Droschl, Graz 1993.
- Talvolta le vere radici sono già disseccate. Le "Giornate Letterarie di Rauris". In: Heimat. Identià regionali nel prosecco storico, Roma 2000.
- Am Ende der Welt und zugleich an ihrem Ursprung. Notizen zu Carl Zuckmayer und Saas Fee. In: Literatur und Kritik Nr. 349.
- "…der ich hier niedrig steh im Licht" – Für Theodor Kramer. Zum Thema "Erinnerung", Schriftzeichen, Literarisches Forum Wien, 2001.
- Borderland Capital, Bemerkungen zu St. Louis/Missouri. In: Literatur & Kritik, Juli 2003.
- Stelzhamerstraßenland. In: Das Y im Namen der Stadt, ein Steyr Lesebuch, hg. von Erich Hackl und Till Mairhofer, Steyr 2005.
- Kuchl. Salzburg. In: Österreich-Atlas. Literarisch-fotografische Erkundungen aus der Mitte Europas. Fotografien von Anton Kiefer, hg. von Anna und Jochen Jung, Jung und Jung Verlag 2014.
- ... ich bin der ort nirgndwo. Zu H.C. Artmann. In: Menschen aus Salzburg, hg. von Jochen Jung und Arno Kleibel, Jung und Jung Verlag und Otto Müller Verlag 2016.
- Wer die Schönheit angeschaut mit Augen. Leben und Vergessenwerden in Syrakus. In: Literatur und Kritik, März 2017, Heft 511/512.
- Der Himmel über dem Stodertal. In: Die Steyr. Landschaft & Menschen am Fluss, CARTO.AT 2017.
- Die Schnürstiefelchen. In: Inklusive Leerzeichen, Eine Anthologie der Salzburger Autorengruppe, edition eizenbergerhof 2017, ISBN  978-3-901243-45-5
- Das Meer, die Gruppe 47 und eine junge Wiener Dichterin. Brief aus Niendorf. In: Literatur und Kritik, Mai 2018, Heft 523/524.
- fremdverlorenewiglang. Zu Hans Eichhorns jüngsten Publikationen. In: Literatur und Kritik, Oktober 2018, Heft 525/526.

### Herausgeberschaft
- Erich Landgrebe, Gedichte und Bilder, Hg. von Brita Steinwendtner, Otto Müller Verlag 1989.
- Rudolf Bayr, Ich habe nichts als mich, Hg. von Brita Steinwendtner, Auswahl aus dem Werk und biographische Zwischenkapitel, Residenz Verlag 1999.
- Die Berge. Der Hof. Das Bleiben. Bilder und Geschichten. Hg. von Brita Steinwendtner, Tauriska Verlag, Neukirchen am Großvenediger 2015, ISBN 978-3-901257-47-6

### Medienarbeiten

#### Fernseh-Filme
- Peter Handke: Bleib in den Dingen / Drehbuch / ORF 1985
- H.C.Artmann: Hab nur ein bittres Lachen / Drehbuch / ORF 1986
- Künstlerische Doppelbegabungen: Ein Glas Gras in Traumwortmusik (Christian Ludwig Attersee, Günter Grass, Wolfgang Hildesheimer, Hermann Nitsch, Max Peintner, Gerhard Rühm und Günther Schatzdorfer), Drehbuch und Co-Regie zusammen mit Kurt Liewehr, ORF 1988
- Ilse Aichinger, Schreiben ist sterben lernen, Drehbuch und Regie / 1991 Coproduktion ORF-ARD / Bayerischer Rundfunk
- Julian Schutting: Genug der entstellten Wahrheit, Drehbuch und Regie, 1995 Coproduktion ORF-ARD/Bayerischer Rundfunk
- Herz sieht Licht, Mythos, Medizin und der Herz-Zyklus von Johann Weyringer, Drehbuch und Regie, ORF 1996
- Ich selber bin in Schwärze aufgegangen, Karl Heinrich Waggerl zum 100. Geburtstag, Drehbuch und Regie, ORF 1997
- Bergsommer / Land der Berge / Bodo Hell und Toni Burger: zwei Städter auf der Alm, zusammen mit Lutz Maurer, Drehbuch und Regie, ORF 1998
- Theodor Kramer: „…für die, die ohne Stimme sind“, Porträt, Drehbuch und Regie, ORF 1999
- Ernst Jandls Wien. Ein Porträt des Dichters und seiner Stadt, Drehbuch und Regie, ORF 2000
- TEE – Schatz der Welt, Dokumentation, Auftragsproduktion der Teekanne GesmbH., Drehbuch und Regie, Salzburg 2001
- 40 Jahre Rauriser Literaturtage, Drehbuch und Regie, 2012

#### Hörfunk (Auswahl)
Literaturportraits und Features über Ilse Aichinger, Gerhard Amanshauser, H.C. Artmann, Robert Creeley, Friedrich Dürrenmatt, Hans Magnus Enzensberger, Johannes Freumbichler, Karl-Markus Gauß, David Grossmann, Peter Handke, Jakob Haringer, Günter Herburger, Wolfgang Hildesheimer, Wolfgang Koeppen, Ruth Klüger, Reiner Kunze, Erhart Kästner, Hartmut Lange, Arthur Miller, Adolf Muschg, Robert Musil, Ippolito Nievo, Novalis, Christoph Ransmayr, Patrick Roth, George Saiko, Peter Turrini, Georg Trakl, Urs Widmer, Josef Winkler, Herbert Zand

#### Hörspiel-Regie
- „Sieben Tage zum Licht“ von Eleonore Frey mit Sona MacDonald und Raphael Spitzer, blind geboren, Studiotechnik Walter Sailer, Ö1 1997

#### Hör-Kassetten und CDs
- Über Ilse Aichinger: Interviews, Gedichte, Prosa, Hörspiele, Der HörVerlag, München
- Ruth Klüger: weiter leben, Der HörVerlag, München
- Peter Handke: Lucie im Wald mit den Dingsda, Coproduktion ORF und Suhrkamp Verlag, Peter Handke liest seine Erzählung und spielt Maultrommel. Kurzes Interview